# Victor Hermann Umbricht
Victor Hermann Umbricht (* 25. Oktober 1915 in Endingen; † 14. Juli 1988 in Basel) war ein Schweizer Jurist, Diplomat und Verwaltungsratsmitglied der Ciba-Geigy.

## Leben
Umbricht war von 1939 bis 1941 Gerichtsschreiber in Baden. 1941 trat er ins Eidgenössische Politische Departement ein, für das er bis 1953 als Diplomat in Ankara, London und Washington tätig war. Von 1953 bis 1957 war er in Washington als Stellvertretender Direktor der Weltbank für Europa, Afrika und Australasien zuständig. 1957 kehrte er in die Schweiz zurück und war bis 1960 Direktor der Eidgenössischen Finanzverwaltung.
Im selben Jahr wechselte er in die Privatwirtschaft und trat in die Ciba AG ein. Kurzfristig war er 1960/61 als UNO-Finanzberater im Kongo aktiv, wo er die Zentralbank mitbegründete. 1962 ging er in die USA und leitete bis 1965 die dortige Ciba-Niederlassung. Nach seiner Rückkehr in die Schweiz war er bis 1985 Mitglied und Delegierter des Verwaltungsrats der Ciba-Geigy AG. Dieser stellte ihn für internationale humanitäre Aufgaben frei.
Er amtierte in den Jahren 1968 bis 1976 als Präsident des Mekongrates (Organisation für die wirtschaftliche Entwicklung des Mekong-Gebietes). Von 1972 bis 1973 leitete er die UNO-Organisation für Hungersnotbekämpfung und Wiederaufbau in Bangladesch (UNROD). In den Jahren 1970 bis 1979 war Umbricht Mitglied und Vizepräsident des IKRK. Ausserdem wurden unter seiner Führung von 1977 bis 1979 IKRK-Missionen in Nicaragua, Guatemala und Mexiko durchgeführt. Mit dem Mandat der Weltbank und dem Entwicklungsprogramm der Vereinten Nationen war er von 1977 bis 1984 in Ostafrika Mediator im Rang eines UNO-Untergeneralsekretärs, nachdem Kenia, Tansania und Uganda die Ostafrikanische Gemeinschaft in einem Eklat aufgelöst hatten und die gemeinsamen Vermögenswerte gegenseitig blockierten. Nach langwierigen Verhandlungen erfolgte 1984 ein Entflechtungsabkommen.
Auch innenpolitisch engagierte sich Victor Umbricht: Seit den 1970er Jahren fungierte er als Mitglied der beratenden Kommission zum Beitritt der Schweiz in die UNO, dem er skeptisch gegenüberstand. 1962 begründete er das Swiss Center in New York und war bis 1970 dessen Präsident. Von 1970 bis 1986 stand er der Schweizerisch-Chinesischen Gesellschaft vor. Insgesamt war Victor Umbricht Mitarbeiter von vier UNO-Generalsekretären.
Sein Nachlass befindet sich im Archiv für Zeitgeschichte der ETH Zürich.

## Ehrungen
- 1966 Ehrendoktor der Universität Basel
- 1984 Grotius-Medaille der Haager Akademie für Völkerrecht
- 1987 Ehrendoktor der Universität Zürich
- 1987 Auszeichnung durch die Stadt Los Angeles für sein humanitäres Werk

## Veröffentlichungen
- Multilateral Mediation. Practical Experiences and Lessons. Dordrecht, Boston 1989, ISBN 90-247-3779-6